# Dabo
Dabo este o comună în departamentul Moselle, Franța. În 1 ianuarie 2022 avea o populație de 2.367 de locuitori.